# Lamborghini American Challenge
Lamborghini American Challenge är ett racingspel från 1993 utgivet av Titus Interactive. Spelet släpptes till SNES, Atari ST, Amiga CD32, Game Boy, PC DOS och Commodore 64.

## Handling
Spelet utspelar sig i USA, och skildrar en serie olagliga gaturally-tävlingar. Förutom att vinna loppen gäller det att samla pengar, och uppgradera sin Lamborghini Diablo-bil. Om man blir stoppad av polisen får man böta.

### Fotnoter
1. ↑  ”Lamborghini American Challenge” (på engelska). Mobygames. 14 mars 1993. http://www.mobygames.com/game/snes/lamborghini-american-challenge. Läst 16 maj 2014.